# Rheems
Rheems est une census-designated place (CDP) située dans le comté de Lancaster, dans l'État de Pennsylvanie, aux États-Unis. Rattachée au township de West Donegal, elle compteTEAM NAPS 1 548 habitants en 2010

## Géographie
Rheems se trouve aux coordonnées 40° 07′ 39″ N, 76° 33′ 58″ O (40.127610, -76.566029), à une altitude de 132 mètres.
D'après le Bureau du recensement des États-Unis, la CDP s'étend sur un territoire de 3,1 km2, intégralement constitué de terre.
Rheems est bordée par les boroughs de Elizabethtown au nord-ouest et de Mount Joy au sud-est.